# Kevin Magee
Pour les articles homonymes, voir Magee et Kevin Magee (pilote moto).
Kevin Magee, né le 24 janvier 1959 à Gary dans l'Indiana, décédé le 24 octobre 2003 à Los Angeles, est un joueur américain de basket-ball, évoluant au poste de pivot.

## Clubs
- ????-1978:  South Pike (Magnolia, Mississippi) (Lycée)
- 1977-1978:  Southeastern Louisiana University (NCAA)
- 1978-1980:  Saddleback College (NCAA)
- 1980-1982:  University of California at Irvine (NCAA)
- 1982-1983:  Cagiva Varese (Lega A)
- 1983-1984:  CAI Zaragoza (Liga ACB)
- 1984-1990:  Maccabi Tel Aviv (1er division)
- 1990-1991:  CAI Zaragoza (Liga ACB)
- 1991-1992:  Robe di Kappa Torino (Lega A)
- 1992-1993:  Racing Paris-SG (N A 1)
- 1993-1994:  Maccabi Rishon LeZion (1er division)

## Palmarès

### club
- finaliste de l'Euroligue 1987, 1988, 1989
- finaliste de la Coupe des Coupes 1991
- Coupe du Roi 1984
- Champion d'Israël 1985, 1986, 1987, 1988, 1989, 1990
- Coupe d'Israël 1985, 1986, 1987, 1989, 1990

### Sélection nationale
- Medaille d'or aux Universiades de Bucarest en 1981
- international américain universitaire